# STS-8
STS-8は、1983年8月30日から行われたスペースシャトル計画のミッションである。NASAのスペースシャトルチャレンジャー号を使って行われた。チャレンジャー号にとっては3度目のミッション。この打上はシャトル初の夜間打上となり、シャトル初の夜間着陸ともなった。ミッション・スペシャリストのギオン・ブルーフォードが、初のアフリカ系アメリカ人の乗組員となった。54歳のウィリアム・ソーントンは、この飛行当時最高齢の宇宙飛行士記録となった。
この飛行では、インドのINSAT-1B衛星の放出が行われた他、シャトル・リモート・マニピュレータ・システム(RMS)を使って重量物を把持する試験のためにPayload Flight Test Article (PFTA)が貨物室から持ち上げられて、RMSの性能試験が行われた。

## 乗組員
- リチャード・トゥルーリー (2) - 船長
- ダニエル・ブランデンシュタイン（英語版） (1) - 操縦士
- デール・ガードナー（英語版） (1) - ミッション・スペシャリスト（MS）
- ギオン・ブルーフォード (1) - MS
- ウィリアム・ソーントン（英語版） (1) - MS

（括弧内の数字は宇宙飛行の回数）